# Wilhelm Bendz

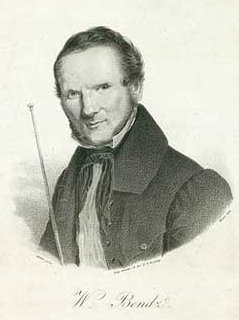
Wilhelm Ferdinand Bendz.

Wilhelm Ferdinand Bendz, född den 20 mars 1804 i Odense, död den 14 november 1832 i Vicenza, var en dansk målare, bror till Carl Ludvig, Jacob Christian och Henrik Carl Bang Bendz.

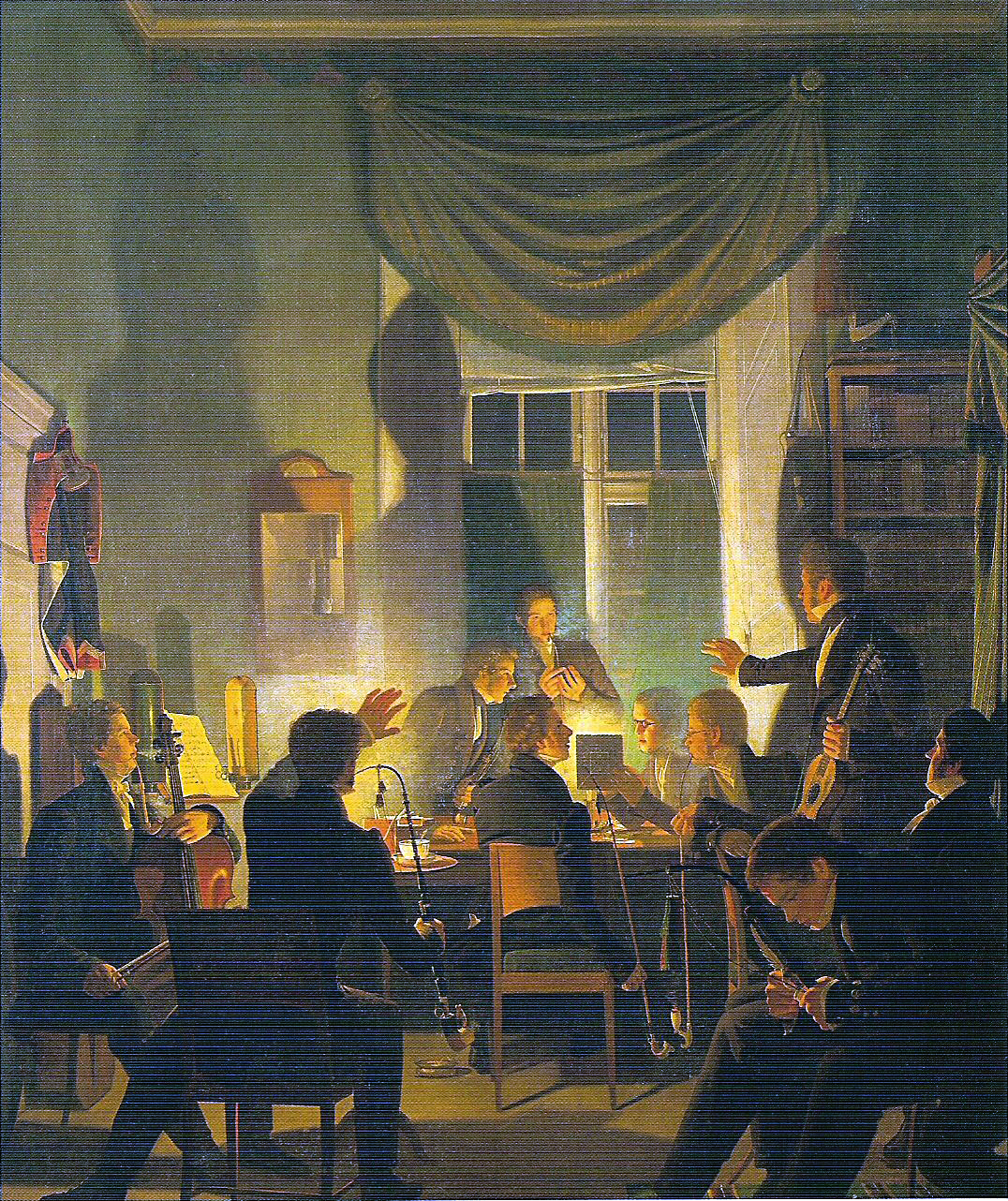
Et Tobaksselskab.

Bendz var elev till Eckersberg. Han målade främst porträtt och vardagsbilder samt ett fåtal landskap i den klara realismen som är typisk för dansk guldålder. Mest berömd är hans interiör från det Fickska kaffehuset i München (i Thorvaldsens museum, Köpenhamn).